# Ando Masahashi
Ando Masahashi és un personatge de ficció de la sèrie televisiva Herois interpretat per James Kyson Lee. Ando acompanya el seu amic i company de feina Hiro Nakamura al llarg del seu viatge pels Estats Units.

El personatge va passar de ser un secundari durant la primera temporada a convertir-se en un dels personatges principals a partir de la segona temporada de la sèrie. Va aparèixer per primera vegada a la sèrie a l'episodi pilot Gènesi.
Ando al principi no es creia que el seu amic Hiro Nakamura tingués poders. Quan en Hiro es teleporta fins al bany de dones a "Gènesi", l'Ando li diu que pari de voler ser especial. Al següent capítol "No miris enrere", on Hiro truca des de Nova York 5 setmanes en el futur, l'Ando li respon al telèfon. A "Un Gran Salt" l'Ando reconeix i accepta els poders del Hiro després de veure un còmic portat des del futur pel Hiro; a més a més, en Hiro atura el temps per tal de salvar uns estudiants d'un accident de trànsit. Ando accepta acompanyar en Hiro durant el seu periple pels Estats Units per tal d'aconseguir el seu destí.